# ملکومینتسی
ملکومینتسی (به صربی: Mlekominci) یک منطقهٔ مسکونی در صربستان است که در بوسیلگراد واقع شده‌است. ملکومینتسی ۱۲۴ نفر جمعیت دارد.